# Wilhelm von Hohenau (Reiter)

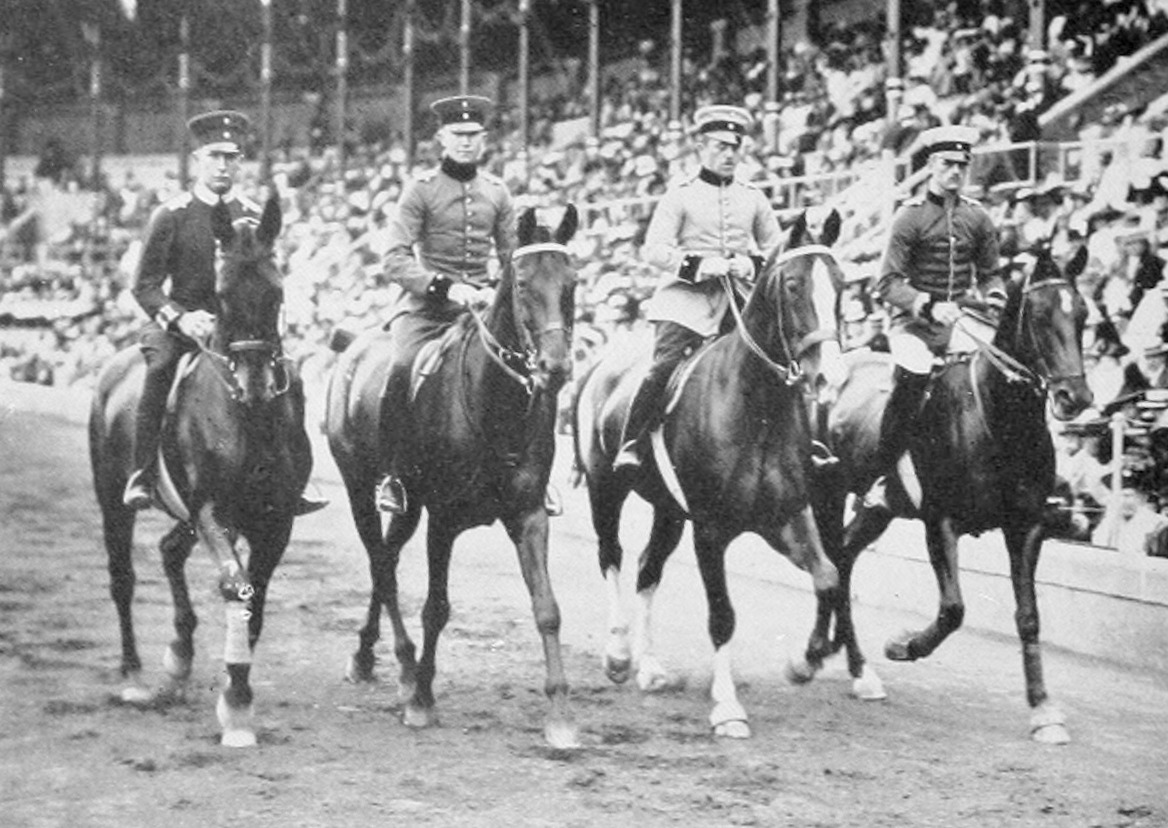
Das deutsche Olympia-Bronzeteam von 1912: Wilhelm Graf Hohenau, Sigismund Freyer, Ernst Deloch und Prinz Friedrich Karl von Preußen (v. r. n. l.).

Wilhelm Albrecht Carl Otto Alexander Graf von Hohenau (* 27. November 1884 in Berlin; † 11. April 1957 in Hamburg) war einer der erfolgreichsten deutschen Turnier- und Rennreiter. Bei den Olympischen Sommerspielen in Stockholm 1912 gewann Hohenau die Bronzemedaille im Mannschafts-Springreiten. Für die Olympischen Sommerspiele 1936 in Berlin trainierte er die deutsche Polomannschaft.

## Leben

### Herkunft
Wilhelm Graf von Hohenau, auch Willi genannt, war ein Sohn des Grafen Friedrich von Hohenau (1857–1914) aus dessen Ehe mit Charlotte von der Decken (1863–1933), die eine Tochter des mecklenburgisch-schlesischen Gutsbesitzers Julius von der Decken und seiner Ehefrau Hedwig, geborene von Kleist (aus dem gräflichen Haus Zützen) war. Er war ein Enkel von Prinz Albrecht von Preußen, des jüngsten Bruders von Kaiser Wilhelm I., König Friedrich Wilhelm IV. von Preußen und der Zarin Alexandra Fjodorowna, und dessen zweiter morganatischer Ehefrau Rosalie Gräfin von Hohenau, geborene von Rauch. Damit war er Urenkel des preußischen Königs Friedrich Wilhelm III. und der Königin Luise sowie Cousin 2. Grades von Kaiser Wilhelm II.

### Militärischer Werdegang
Seine Kindheit verbrachte er in Berlin und im väterlichen Schloss Albrechtsberg in Dresden. Nach dem Besuch des Dresdner Vitzthumschen Gymnasiums und der preußischen Hauptkadettenanstalt Gross-Lichterfelde diente Hohenau ab 1904 als Kavallerieoffizier und Leutnant zunächst im Regiment der Gardes du Corps in Potsdam. Die Verstrickung seines gleichnamigen Onkels Wilhelm Graf von Hohenau (1854–1930) in die Harden-Eulenburg-Affäre, die für jenen den Verlust von Rang und Stellung als Generalleutnant im unmittelbaren militärischen Gefolge Kaiser Wilhelms II. bedeutete, hatte für den jungen Hohenau 1908 die Versetzung aus der Garde zur Folge. Das Leib-Kürassier-Regiment „Großer Kurfürst“ (Schlesisches) Nr. 1 in Breslau wurde für ihn und seine drei Brüder Albrecht, Friedrich Karl und Friedrich Franz zur neuen militärischen Heimat. Noch in den 1920er Jahren trug Hohenau die Uniform des neuen Regiments bei Springwettbewerben.
Von 1911 bis 1914 erhielt Graf Hohenau die Kommandierung zum Militärreitinstitut in Hannover. Während des Ersten Weltkriegs wurde er als Ordonnanzoffizier im Stab der Kavallerie-Schützen-Division eingesetzt. In den Kriegsjahren legte er – wie auch sein jüngster Bruder Friedrich Franz, der 1918 als Jagdflieger in der Jagdstaffel 11 sein Leben verlor – die Pilotenprüfung ab. Nach Rückkehr aus dem Krieg wirkte Hohenau zusammen mit Felix Bürkner beim Wiederaufbau des hannoverschen Militärreitinstituts mit, um 1920 im Rang eines Rittmeisters aus der Vorläufigen Reichswehr und dem aktiven Militärdienst auszuscheiden.
Als Reserveoffizier gehörte Graf Hohenau von 1939 bis 1945 dem Lüneburger Kavallerieregiment 13 an, zuletzt als Major der Reserve.

### Reitsport
Mit dem Sieg im Großen Armee-Jagdrennen 1911 auf „Castle Brilliant“ auf der damaligen Galopprennbahn Grunewald erzielte Wilhelm Graf von Hohenau seinen ersten herausragenden rennsportlichen Erfolg. Im Jahr 1912 wurde er nach Vorbereitung am Militärreitinstitut bei den Olympischen Spielen in Stockholm auf „Pretty Girl“ Bronzemedaillengewinner im Mannschafts-Springreiten. Neben Hohenau gehörten der deutschen Mannschaft Leutnant Ernst Deloch, Oberleutnant Sigismund Freyer und Leutnant Prinz Friedrich Karl von Preußen an. Im Stockholmer Einzelspringen belegte Hohenau den 6. Platz.
Nach den Olympischen Spielen 1912 wurde Graf Hohenau beauftragt, am Militärreitinstitut einen Springstall für die Sommer-Olympiade 1916 aufzubauen, die das Internationale Olympische Komitee nach Berlin vergeben hatte, welche aber kriegsbedingt nicht stattfand.
Nach 1918 galt Hohenau lange als der erfolgreichste deutsche Renn- und Turnierreiter, der zahllose Siege erringen konnte. Auf dem Hannoveraner „Apoll“ gewann er 1926 das Deutsche Springderby in Klein Flottbek. Im 1927 erstmals ausgetragenen Großen Preis von Aachen errang Hohenau den zweiten Platz. Im Januar 1931 wurde er zusammen mit Carl-Friedrich Freiherr von Langen mit dem Goldenen Reiterabzeichen ausgezeichnet, das zu diesem Zeitpunkt erst an neun Reiter vergeben worden war.
1933 wechselte Hohenau zum Polosport und trainierte die deutsche Polo-Mannschaft für die Olympischen Sommerspiele 1936 in Berlin. Nach dem Zweiten Weltkrieg arbeitete er als Reitlehrer und Betreuer des reitsportlichen Nachwuchses im Norddeutschen und Flottbeker Reiterverein in Hamburg.
Wilhelm Graf Hohenau starb im April 1957 in Hamburg. Mit einem festlichen Trauergottesdienst in der Nienstedtener Kirche nahm der Turniersport von ihm Abschied. Fritz Thiedemann und weitere Reiter hielten im roten Rock Ehrenwache am Sarg. Graf Hohenau wurde – wie später auch seine zweite Ehefrau Ellen – auf dem Kirchhof der St.-Johannis-Kirche zu Sterley bestattet.

### Familie
Aus seiner ersten Ehe mit Anna Gräfin Henckel Freiin von Donnersmarck (1894–1946), einer passionierten Turnierreiterin, Tochter des schlesischen Magnaten Hugo Graf von Henckel Freiherr von Donnersmarck und dessen Ehefrau Anna geborene Gräfin von Fabrice, hatte er zwei Kinder:
- Tochter Charlotte (1917–2016), Krankenschwester und Ehrenmitglied des Reit- und Fahrschule für Kellinghusen und Umgebung e. V.
- Sohn Albrecht (1919–1940), gefallen als Fahnenjunker-Gefreiter und Offizieranwärter in der Panzerabwehr-Abteilung 53 in Frankreich

Hohenaus zweite Ehefrau war seit 1932 die engagierte Turnierreiterin und Polospielerin Ellen („Ellenka“) Retemeyer-Ketschendorf (1899–1989), die in erster Ehe mit dem Bildhauer Kurt Edzard verheiratet war. Ihr 30-tägiger Pilgerritt 1950 vom Kloster Ettal zum Vatikanpalast in Rom stieß auf große öffentliche Aufmerksamkeit. Ellen Retemeyer-Ketschendorf war die Tochter von Max Retemeyer-Ketschendorf, Besitzer des gleichnamigen Gutes (heute Fürstenwalde/Spree), und dessen Ehefrau Agnes, geborene Weiss.
Hohenaus Bruder Friedrich Karl Graf von Hohenau trat ebenfalls springsportlich hervor und starb 1929 an den Folgen eines schweren Reitunfalls. 1921 gehörte er zur Siegermannschaft des Bob-Clubs Oberhof, die die Deutsche Meisterschaft im Fünferbob gewann.

## Archivalien
- Nachlass Charlotte Gräfin von Hohenau (Schloss Albrechtsberg, Dresden)
- Archiv Menzendorf (Deutsches Pferdemuseum Verden (Aller))[12]